# 1863

## Събития
- 9 януари – Откриването на първото в света метро, Лондон, Великобритания.[1]
- 21 май – учредяване на Генералната конференция на Църквата на адвентистите от седмия ден в Батъл Крийк, САЩ.
- 15 юни – Излиза брой 1 на в. Гайда, редактор на който е П. Р. Славейков.
- 1 юли – 3 юли – Битка при Гетисбърг, Пенсилвания от Американската гражданска война

## Родени
- Анри ван де Велде, белгийски архитект и дизайнер
- Гаврил Занетов, български юрист
- Георги Христович, български зоолог
- Коте Христов, гръцки андартски капитан
- Михаил Амиорков, български военен деец
- Михаил Кънчев, политик
- Михал Иванов Кънчев, политик
- Петър Зъбов, български юрист
- Цветан Радославов, български учител
- 1 януари – Пиер дьо Кубертен, френски общественик
- 12 януари – Беньо Цонев, български езиковед
- 12 януари – Свами Вивекананда, Индийски гуру
- 13 януари – Алеко Константинов, български писател
- 14 януари – Любомир Милетич, български филолог
- 17 януари – Константин Станиславски, руски театрален актьор, режисьор, педагог и теоретик
- 20 февруари – Иван Петров, български военен деец
- 24 февруари – Франц фон Щук, немски художник
- 28 февруари/12 март – Владимир Вернадски, руски естествоизпитател
- 4 март – Реджиналд Инъс Поукък, британски зоолог
- 12 март – Габриеле д'Анунцио, италиански писател
- 20 март – Васил Аврамов, български юрист
- 25 април – Арно Холц, немски поет и драматург
- 29 април – Константинос Кавафис, гръцки поет
- 17 май – Чарлз Робърт Ашби, английски архитект, дизайнер и предприемач
- 21 май – Димитър Станчов, български дипломат
- 25 май – Хайнрих Рикерт, немски философ
- 6 юли – Реджиналд Маккена, британски политик
- 19 юли – Херман Бар, австрийски писател († 1934 г.)
- 30 юли – Хенри Форд, автомобилен производител и откривател
- 31 август – Сергей Прокудин-Горски, руски фотограф
- 13 септември – Артър Хендерсън, британски политик
- 14 септември – Стою Брадистилов, български военен деец
- 15 септември – Атанас Назлъмов, български военен деец
- 17 септември – Виго Стукенберг, датски писател
- 21 септември – Джон Бъни, американски комик и актьор
- 28 септември – Никола Бобчев, български филолог
- 16 октомври – Остин Чембърлейн, британски политик
- 23 октомври – Пантелей Киселов, български военен деец
- 11 ноември – Пол Синяк, френски художник
- 18 ноември – Рихард Демел, немски поет, драматург и романист
- 6 декември – Чарлс Мартин Хол, американски инженер
- 7 декември – Пиетро Маскани, италиански композитор
- 12 декември – Едвард Мунк, норвежки художник
- 12 декември – Михал Калев, български търговец и политик, кмет на Ески Джумая / Търговище (1899 – 1901)[2]
- 14 декември – Петко Цъклев, български военен деец
- 18 декември – Франц Фердинанд, ерцхерцог на Австрия
- 24 декември – Христо Станишев, български инженер и политик

## Починали
- 13 януари – Козма Прутков, измислен руски писател
- 23 април – Никола Богориди, османски политик
- 10 май – Томас Стоунуол Джаксън, генерал от Армията на Конфедерацията по време на Американската гражданска война
- 13 август – Йожен Дьолакроа, френски художник
- 28 август – Айлхард Мичерлих, немски химик
- 17 септември – Алфред дьо Вини, френски писател
- 13 ноември – Сава Филаретов,
- 24 декември – Уилям Мейкпийс Такъри, британски писател